# Остерхорн
Остерхорн (нем. Osterhorn) — община в Германии, в земле Шлезвиг-Гольштейн. 
Входит в состав района Пиннеберг. Подчиняется управлению Хёрнеркирхен.  Население составляет 418 человек (на 31 декабря 2010 года). Занимает площадь 6,38 км².